# Гайденко Анатолій Павлович
Анатолій Павлович Гайденко (*24 грудня 1937, смт. Хорошеве Харківської області) — український композитор. Член Національної спілки композиторів України, заслужений діяч мистецтв України, лауреат Премії ім. Б. Лятошинського, ім. І. Слатіна, міжнародного конкурсу в Торонто (Канада), професор Харківського національного університету мистецтв імені Івана Котляревського. Кавалер ордену «За заслуги» III ступеня. 

## Освіта
- 1945–1952 — Безлюдівська та Хорошівська середні школи.
- 1952–1955 — Нікельська середня школа Мурманської області.
- 1955–1958 — Харківський авіаційний технікум та Вечірня музична школа за класом баяна Пономарьова М. В.
- 1958–1963 — Харківська консерваторія за класом баяна Підгорного В. Я. та Потапова П. К.
- 1968–1974 — історико-теоретичний (по класу «музикознавство» Калашніка П. П.) та композиторський (по класу «композиція» Золотухіна В. М.) факультети Харківського інституту мистецтв ім. І. П. Котляревського.

## Кар'єра
- 1963–1973 — Сумське музучилище на посаді викладача (спеціальності баян, диригування, народні інструменти, гармонія, фортепіанний ансамбль), зав. відділом народних інстументів та заступником директора з навчальної частини.
- 1973–1977 — Харківський інститут культури (баян, диригування, оркестровка).
- З 1977 — старший викладач, доцент (1991), професор (1995) Харківського інституту (нині університету) мистецтв ім. І. П. Котляревського. Викладає спеціальності: баян, акордеон, оркестровку, читання партитур, інструментознавство.

## Творчість
Працює в симфонічному, камерно-інструментальному, хоровому, вокальному, пісенному жанрах.
Вагома частина творів написана для оркестру українських народних інструментів, баяна, акордеона, домри, цимбалів, бандури, а також для скрипки, віолончелі, валторни.
Більшість творів відома з публічних виконань на фестивалі «Київ-мюзик фест», з видань, радіопередач та студентських виконань, з публікацій.

### Основні твори
Для великого симфонічного оркестру:
- Симфонічна поема «Монумент»(1976) −17',
- Симфонія (1983) — 35',
- концерт «Карагоди» (1979) −11',
- симфонія-сюїта «Рідні Джерела» (в 7-ми част., 2001) — 30',
- кантата для хору, солістів та симф. оркестру «Чотири дійства»(1974, ред.1995) — 22',
- концерт- рапсодія для цимбалів з оркестром"Циганіада"-9', концертна п'єса «Вербунк» (2000) — 2'45";

Для камерного оркестру:
- «Concerto grosso» (1991) — 27',
- «Concerto lamentoso»(1994) — 27'30";

Для мішаного хору:
- «Щедрий вечір»(1968) — 4',
- "Засівна"сл. І.Дробного(1984) — 5',
- "Мій рідний край"сл. М.Сингаївського (1985) — 4',
- «Стражденна мати» (1993) — 9',
- «Україно, молюся за тебе»(1997) — 6'45",
- «Колядники» — на вірші В.Забаштанського"(2000) — 3'25",
- «Чотири сонети з чотирма епіграфами» сл. Джона Грасена Брауна (США) (1994) −14',
- «Богородице, Діво, радуйся» та «Достойно єсть» на канонічні тексти(1997) — 4'15",

Для народного хору:
- «Пливуть човни сл. Л.Кочугура» (1985) — 5',
- «Край мій наснився мені» сл. М Томенка"(1986) — 4',
- «Плетуться коси» сл. А.Матійка(1989) — 6';

Для дитячого хору:
- «Верталися гуси сл. М.Томенка»(1994) — 4',
- «Мій Харків „сл. О.Марченка“(2004) — 4',
- „Kukuleczka“ — обробка польськ. нар. пісні — 3';

Вокальні твори:
- „Мелодії“ на сл. Л.Українки»(1974, ред.2002) — 16',
- «Чотири солоспіви на вірші Г.Сковороди»(1993) −13';

Пісні:
- «Дума про поле», «Лелека», «Мерцішор» на сл. М.Томенка,
- «Степ» сл. В.Бровченка,
- «Затужила гармонь» сл. І.Бердніка,
- «Солов'їні пісні весни» та «Кохання назавжди» сл. І.Шелепова,
- «Забутий сюжет» сл. Б.Олійника,
- «Малює церкву брат Андрій» сл. К.Пасічної, та ін.;

Концертні твори для оркестру українських народних інструментів:
- «Весняні ігрища»(1980) — 6',
- «Українські візерунки»(1985) — 4',

оркестрові сюїти:
- «Українські майоліки» (в 5 част.,1981) — 24'13",
- «Українські сюжетні танці» (в 5 ч., 1988) — 25'48",
- концерт для бандури з оркестром «Перебендя»(2003) — 9',
- «Serduzkowa biesiada» (2004) — 4';

Для баяна:
- Соната (в 3 ч., 1986) — 22'10",
- концерт для баяна з оркестром (1974, ред.1995) — 17',
- «Вербунк» — 2'45",
- «Весняна хора» (1987) — 4'45",
- «Прелюдії -картини»(1988) — 25',
- «12 п'єс для дітей»(1991) −15',
- соната № 2 «Предковічні відлуння»(2005) — 14'50"

Для акордеона:
- «Паризькі тайни — 5 вальсів-мюзетів»(1999) — 20',
- «Ессе Номо» — концерт для акордеона і струнного квартета"(2000) — 18';

Для дуету баянів:
- «Вечір в горах»(1977) — 8',
- «Палехські замальовки»(1979) — 6',
- «Коло»(1979,ред.2002) — 8',
- «Здравейте, другарі»(1985) — 6';
- «Невестіно коло»(1987) — 4'20",
- «Плетеніца»(2001) — 8',
- «Коломийка»(2003) — 3';

Для бандури:
- «Срібло червневого місяця»(1992) — 6'15",
- «Перебендя» — концерт для бандури з оркестром (фортепіано)" (2003) — 9', етюди;

Для цимбалів:
- «Коляда», «Петрівка», «Триндичка-концертний триптих»(1994) — 18'25",
- «Циганіада-концерт-рапсодія для цимбалів з оркестром (фортепіано) (2000) — 11'01»,
- «Дивертисмент» для цимбалів соло" (в 3 ч., 2005) — 15';

Для кобзи (домри):
- «Quasi buffo» — концертіно для кобзи з оркестром (фортепіано) (1998) — 9';

Для скрипки з оркестром (фортепіано):
- «Романс» (1979) — 6',
- «Дніпрова легенда» (2002) — 7';

Для віолончелі з фортепіано:
- «Pro memoria» — соната (1994) — 9';

Для фортепіано:
- Сюїта (в 3-х ч.,1970)

Педагогічні твори для гітари, валторни, цимбалів, баяна